# The Special To KISSME
《The Special To KISSME》是韓國的男子組合U-KISS的第1枚特別迷你專輯。於2012年6月5日發行。唱片公司為NH Media。

## 概要
- 「The Special To KISSME」是U-KISS的第1枚特別迷你專輯，通算為第7枚迷你專輯。
- 與上一張迷你專輯「DORADORA」相距約1個月。
- 「Believe」為此專輯的主打曲目，與第1枚原創日語專輯「A Shared Dream」收錄曲「Believe」同一標题但為不同曲目
- 新曲「Te Amo」為此專輯的先行曲目，並於2012年6月1日配信發行。

## 收錄內容

### CD
1. Believe
7th迷你專輯「The Special To KISSME」主打曲目
2. Te Amo
3. 命運或某些東西（인연인가 봐）
4. Let's Get
5. Believe (Instrumental)
6. Te Amo (Instrumental)